# Stelle fisse

Riproduzione della volta stellata rispetto alla visuale della Terra

Le stelle fisse sono corpi celesti posti ad una distanza talmente elevata dalla Terra da sembrare ad un osservatore posto su di essa immobili una rispetto all'altra; le posizioni relative tra loro appaiono fisse sulla sfera celeste (che invece appare ruotare)  durante tutte le fasi di rotazione e rivoluzione della Terra intorno a se stessa e al Sole.
Furono chiamate stelle «fisse» per distinguerle da quelle mobili o «vaganti», cioè dai pianeti, il cui nome dal greco planétes significa appunto «errante». Secondo il sistema aristotelico-tolemaico, ma anche secondo quelli di Niccolò Copernico e Keplero, il cielo delle stelle fisse (ottava sfera) conteneva al suo interno, come tante sfere concentriche, i cieli o le orbite dei pianeti.

## Storia
A partire da Filolao (V secolo a.C.), le suddette sfere erano considerate le costituenti basilari ed esclusive dell'universo, e ritenute composte di un elemento purissimo e cristallino, di natura spirituale: l'etere. A seguito delle indagini e delle nuove scoperte astronomiche, venne ad infrangersi il concetto, ormai radicato sin dall'antichità, vecchio di millenni, dell'immutabilità del cielo.
La credenza nelle sfere celesti venne sostituita da Tycho Brahe con il concetto di orbita (ad eccezione delle stelle fisse) sulla base di evidenze osservative di comete, e di calcoli come la misura della parallasse annua di alcune stelle. Brahe ne darà conto nel De stella nova del 1573.
Le prime perplessità furono avanzate, circa verso la metà del XVIII secolo, da Edmund Halley, il quale aveva notato un cambiamento di posizione di diverse stelle rispetto a quella che Tolomeo aveva assegnata, e siccome non era possibile che il vecchio astronomo si fosse sbagliato, non restava che una sola spiegazione: le stelle si erano effettivamente spostate di moto rettilineo e costante, e come studi successivi affermarono anche i più distanti astri possedevano un moto proprio, con valori inferiori ad un secondo d'arco annuo, minimo ma pur sempre quantificabile.

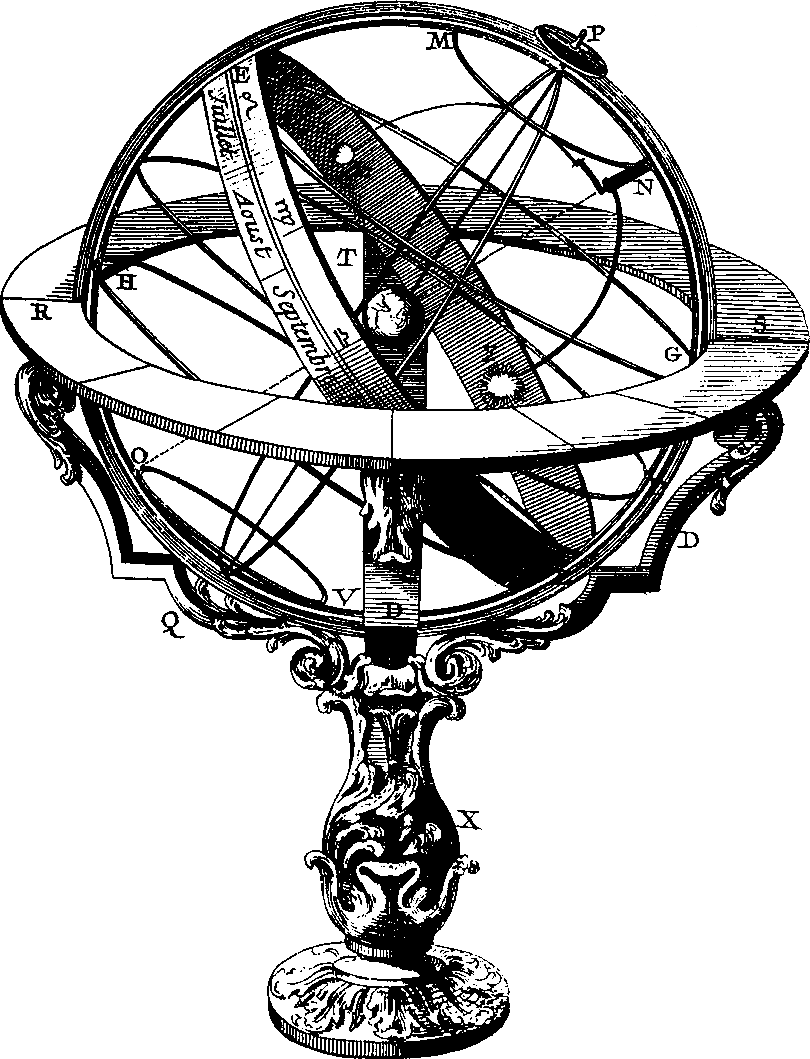
Sfera armillare

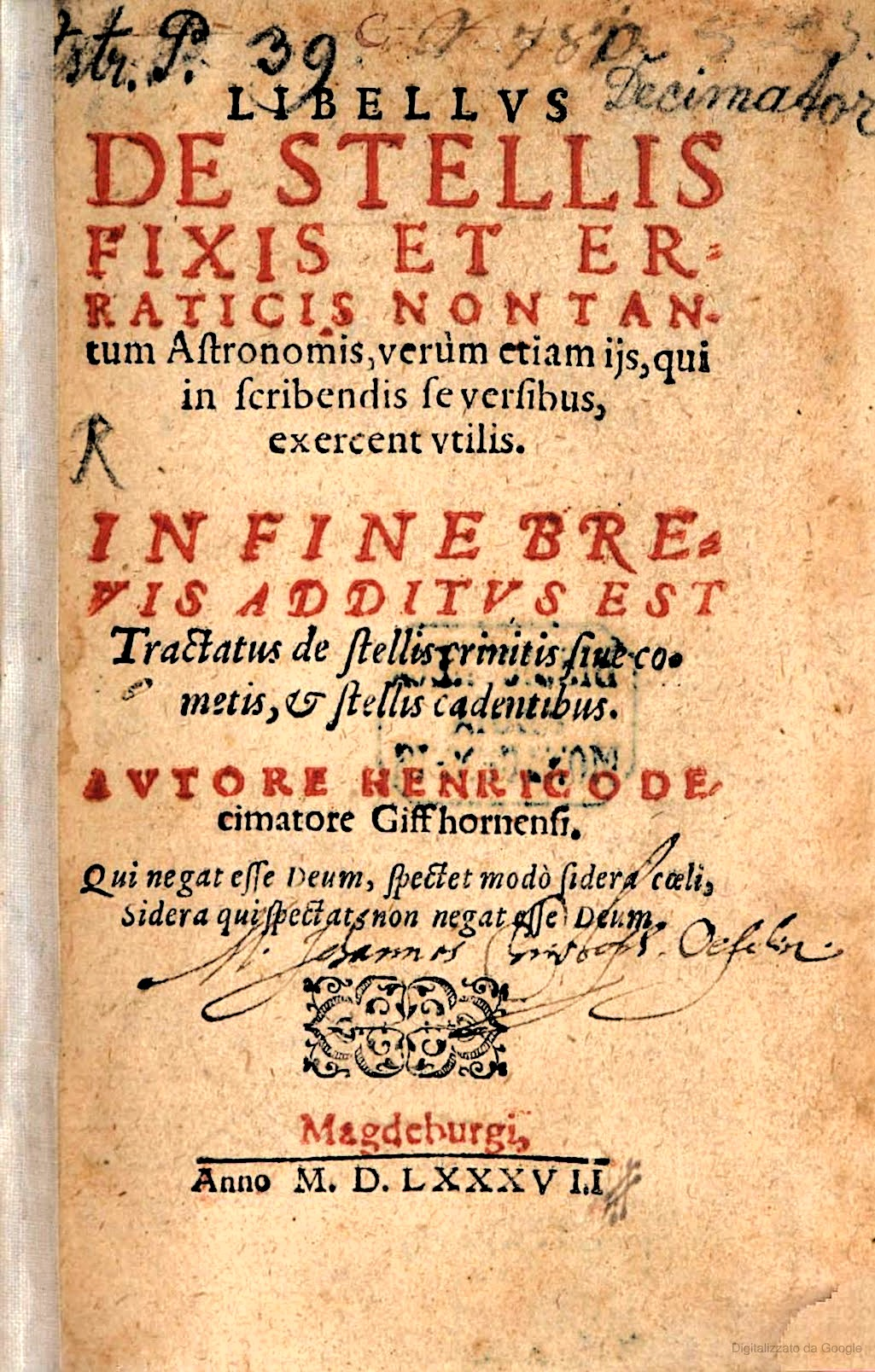
Libellus de stellis fixis et erraticis di H. Decimator, 1587. Vi si affrontava la questione delle stelle fisse e di quelle "erratiche" in un'ottica pre-galileiana.

Nel II secolo, Claudio Tolomeo aveva compilato un catalogo di 1022 stelle, raggruppate in 48 costellazioni; egli descriveva un universo sferico con al centro la Terra riprendendo i risultati raggiunti dall'astronomia greca e babilonese e li trascrisse nell'Almagesto, termine proveniente dall'arabo al-Malgisti e dal greco Magiste Syntaxis, che vuol dire Massimo compendio.
Gli antichi astronomi divisero le luci del cielo in due parti: una quella dei pianeti, erranti, e l'altra quella delle stelle fisse, le quali formavano raggruppamenti in cui vedevano rappresentate forme e disegni, le costellazioni; in particolare venivano considerate maggiormente quelle dello Zodiaco, attraverso il quale transitavano Sole e pianeti.
Tutto ciò era rappresentato in uno dei tipici strumenti astronomici antichi, la sfera armillare, dove vengono riportati i movimenti del cielo su uno scenario che fa da sfondo, immutabile nel tempo e nello spazio, pieno di stelle.
Eudosso di Cnido elaborò il sistema delle sfere celesti o sfere cristalline, dove ogni orbita dei pianeti conosciuti era rappresentata da una sfera, anche il Sole e la Luna ne possedevano una; tuttavia, per poter spiegare al meglio i loro complessi movimenti, quali il moto retrogrado, ma anche l'inclinazione dell'orbita rispetto a quella terrestre, fu soltanto alle stelle che fu attribuita una sola sfera, mentre per gli altri pianeti fu ideato un sistema complicato che prevedeva che più sfere per ognuno rendessero ragione dei loro ambigui spostamenti. Col passar del tempo, man mano che si scoprivano dettagli maggiori sul moto planetario, per spiegarli non si faceva altro che aggiungere un'ulteriore sfera.
Ipparco, in seguito all'osservazione di una stella che vide nascere (probabilmente una nova nella costellazione dello Scorpione), avanzò l'ipotesi che queste stelle non fossero fisse, ma in movimento.